# The Case of Sleepwalker's Niece
The Case of Sleepwalker's Niece(O Caso da Sobrinha do Sonâmbulo) é um livro de Erle Stanley Gardner, protagonizado pelo advogado Perry Mason e publicado pela primeira vez em 1936. 

## Enredo
Edna Hammer, está muito preocupada com seu tio, Peter Kent, que é sonâmbulo, e o convence a procurar Perry Mason, para defendê-lo caso seja acusado de assassinato. Acontece que o meio-irmão de Peter, Philip Rease foi assassinado na cama de Frank B. Maddox, sócio de Peter, e a faca com a qual o crime foi cometida é encontrada debaixo do travesseiro de Peter. Perry Mason tem então, o difícil dever de convencer o júri se um sonâmbulo é juridicamente responsável pelos seus atos.

## Trechos
"Eu gosto de lidar com motivos e ódios. Assassinato é a culminação suprema do ódio, assim como o casamento é a culminação suprema do amor. E depois de tudo, o ódio é mais poderoso que o amor. "(Perry Mason para Della Street e Jackson)